# Myromexocentrus tibialis
Myromexocentrus tibialis är en skalbaggsart som beskrevs av Stefan von Breuning 1957. Myromexocentrus tibialis ingår i släktet Myromexocentrus och familjen långhorningar. Inga underarter finns listade i Catalogue of Life.